# چلسی (حوزه سرشماری)، ویسکانسین
چلسی (به انگلیسی: Chelsea) یک منطقهٔ مسکونی در ایالات متحده آمریکا است که در شهرستان تیلور، ویسکانسین واقع شده‌است. چلسی ۱۱۳ نفر جمعیت دارد و ۴۶۶٫۰۴ متر بالاتر از سطح دریا واقع شده‌است.